# Regering-G. Eyskens I
De regering-G. Eyskens I (11 augustus 1949 - 8 juni 1950) was een Belgische regering. De regering bestond uit de CVP/PSC (105 zetels) en de Liberale Partij (29 zetels). Het was deze regering die op 12 maart 1950 de volksraadpleging organiseerde over de Koningskwestie.
Ze volgde de regering-Spaak IV op na de verkiezingen van 26 juni 1949, bij deze verkiezingen was het vrouwenstemrecht voor het eerst van toepassing, en  werd opgevolgd door de regering-Duvieusart omdat de liberale ministers uit de regering stapte. De Liberale Partij verliet de regering omdat het koning Leopold III in zijn functie wilde herstellen.

## Vorming

### Verkiezingsresultaten
Bij de verkiezingen van 26 juni 1949 behaalde de CVP/PSC een absolute meerderheid in de Senaat en net geen meerderheid in de Kamer. Ze kregen 43,5% van de stemmen wat haar 105 zetels opleverde. De BSP/PSB behaalde 29,7% van de stemmen en hiermee 66 zetels, een verlies ten opzichte van de vorige zittingsperiode. De KPB/PCB was de grootste verliezer met 7,5% van de stemmen en nog maar 12 zetels. De Liberale Partij behaalde een grote overwinning met 15,2% van de stemmen en kreeg hierdoor 29 zetels in de Kamer, een toename van 12 zetels ten opzichte van de verkiezingen van 1946.

### Regeringsformatie

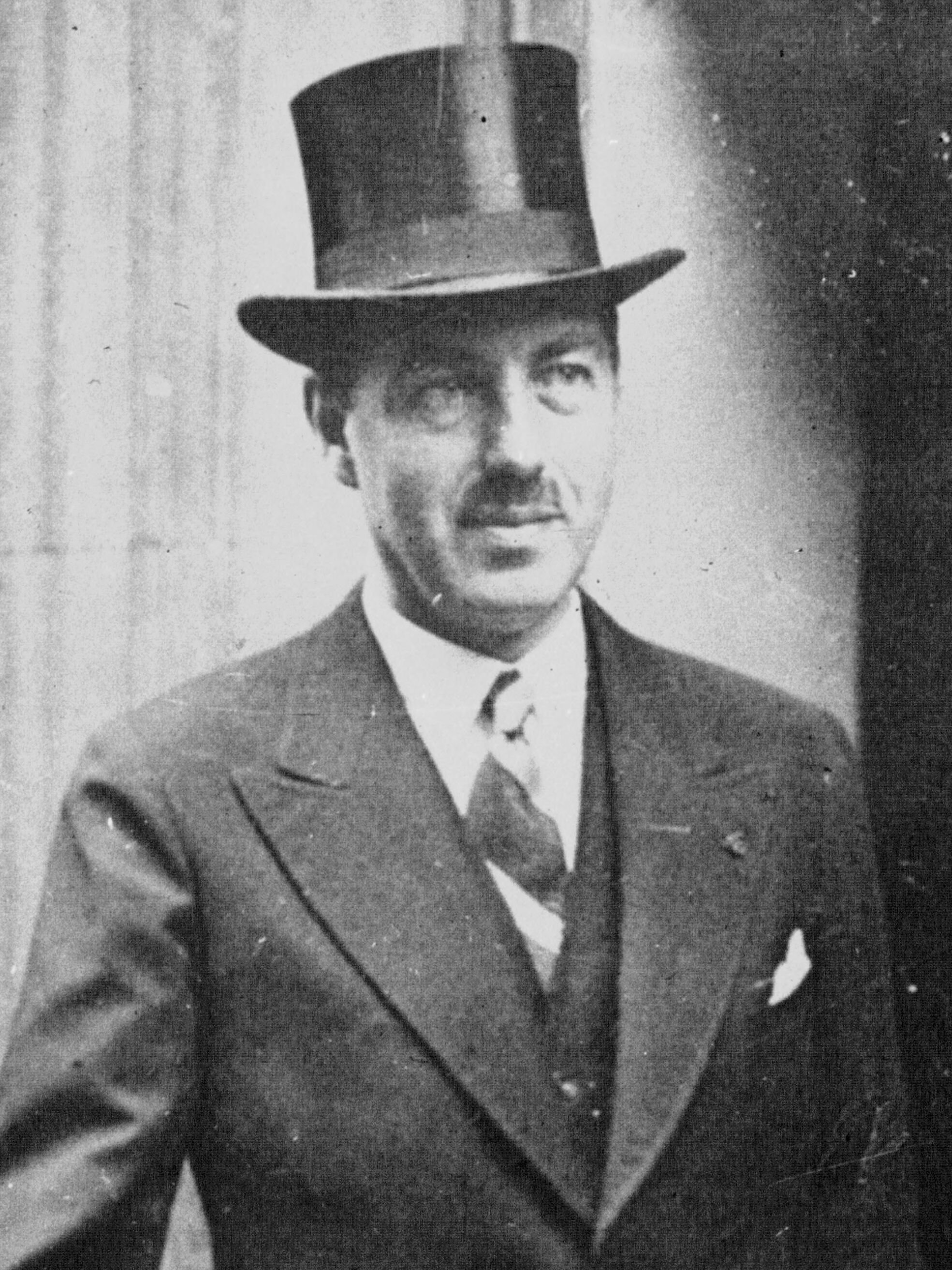
Formateur Paul Van Zeeland

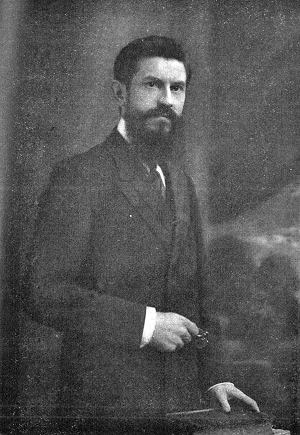
Informateur Frans Van Cauwelaert

Op 28 juni 1949 vertrouwde prins-regent Karel Paul Van Zeeland de vorming van een regering toe. Maar op 5 juli ontlastte de prins-regent hem van zijn opdracht na mislukte onderhandelingen met de socialistische en liberale partijen. Op 6 juli werd de voorzitter van de Kamer Frans Van Cauwelaert benoemd tot informateur. Van Cauwelaert nam op 22 juli ontslag na vruchteloze discussies met de socialisten en de liberalen over de koningskwestie. Een dag later, op 23 juli, werd Gaston Eyskens aangesteld als informateur, die hij na een gesprek met de partijtop van de CVP/PSC accepteerde.
Na lange discussies met vertegenwoordigers van de socialistische en christelijke partijen was Gaston Eyskens op 6 augustus van mening dat een CVP/PSC-BSP/PSB-alliantie onmogelijk was vanwege de koningskwestie. Alleen een coalitie met de Liberale Partij was dus nog mogelijk. Eyskens en vertegenwoordigers van de liberalen waren op 9 augustus begonnen met het opstellen van een regeringsprogramma. Op 10 augustus werd overeenstemming bereikt over de verdeling van de ministeriële portefeuilles en presenteerde Gaston Eyskens de samenstelling van zijn kabinet. De regering bestond uit negen katholieke en acht liberale leden. 0p 11 augustus werden de ministers door de prins-regent beëdigd.

### Regeringsverklaring
Op 16 augustus 1949 werd de regeringsverklaring voorgelezen door minister van Landsverdediging Albert Devèze (LP) in de Senaat en door de eerste minister Gaston Eyskens (CVP) in de Kamer.
De eerste kwestie die aanbod kwam, was de Koningskwestie die het land al sinds het einde van de Tweede Wereldoorlog bezighield. In de verklaring werd al melding gemaakt van de mogelijkheid van een volksraadpleging.
De tweede kwestie was economisch. De regering beloofde toen een beleid dat gericht was op het probleem van de werkloosheid en beloofde alle middelen die zij tot haar beschikking had in te zetten. Er werd echter gestreefd naar een evenwicht door het vooruitzicht van een investeringsbeleid dat gericht was op het verlengen van de expansie van de nationale economie, met name door middel van particuliere investeringen. Vervolgens kondigde de regering haar voornemen aan om enerzijds een begrotingsevenwicht te consolideren en anderzijds de budgettaire lasten te verminderen. Ten eerste door een inkomstenbelasting en ten tweede door te besparen op het administratieve niveau en door een "fundamentele herziening van het economische subsidiebeleid".
Op landbouwkundig vlak was het de bedoeling om de Belgische landbouw, onder meer door de ontwikkeling van landbouwtechnieken en wetenschappelijk onderzoek, te integreren in de opkomende economische unie tussen Nederland, het Groothertogdom Luxemburg en België. Wat het onderwijs betrof, bleef de regeringsverklaring trouw aan de vorige zittingsperiodes voor het technisch onderwijs. Het kondigde ook de voortzetting aan van de loyale uitvoering van de Vanderpoortenwet op schoolgebouwen. De regering bevestigde ook haar intentie om de politieke, demografische, religieuze en culturele problemen die België zorgen baarden op te lossen, met de medewerking van het parlement.
Op internationaal niveau bleef de regering streven naar vrede, onafhankelijkheid, welvaart en veiligheid voor België. Parallel met de ontwikkeling van het overleg en de onderhandelingen met de internationale instanties en meer bepaald met de Benelux.
Tot slot werd in de verklaring gewezen op het belang van de technische kwaliteit van het leger, alvorens te besluiten met de wens van de regering om de levensstandaard van de "inheemse bevolking" in Congo te verhogen.

## Samenstelling
De regering bestond uit 17 ministers. De CVP/PSC had er 9 en de Liberale Partij had er 8.
| Ambtsbekleder | Ambtsbekleder | Ambtsbekleder                      | Functie                                            | Partij          |
| ------------- | ------------- | ---------------------------------- | -------------------------------------------------- | --------------- |
|               |               | Gaston Eyskens (1905-1988)         | Eerste Minister                                    | CVP-PSC         |
|               |               | Albert Devèze (1881-1959)          | Minister Landsverdediging                          | Liberale Partij |
|               |               | Henri Carton de Wiart (1869-1951)  | Lid van de Ministerraad                            | PSC-CVP         |
|               |               | Octave Dierckx (1882-1955)         | Lid van de Ministerraad                            | Liberale Partij |
|               |               | Paul van Zeeland (1893-1973)       | Minister Buitenlandse Zaken en Buitenlandse Handel | PSC-CVP         |
|               |               | Albert Lilar (1900-1976)           | Minister Justitie                                  | Liberale Partij |
|               |               | Henri Liebaert (1895-1977)         | Minister Financiën                                 | Liberale Partij |
|               |               | Albert de Vleeschauwer (1897-1971) | Minister Binnenlandse Zaken                        | CVP-PSC         |
|               |               | Jean Duvieusart (1900-1977)        | Minister Economische Zaken en Middenstand          | PSC-CVP         |
|               |               | Auguste Buisseret (1888-1965)      | Minister Openbare Werken                           | Liberale Partij |
|               |               | Paul-Willem Segers (1900-1983)     | Minister Verkeerswezen                             | CVP-PSC         |
|               |               | Oscar Behogne (1900-1970)          | Minister Arbeid en Sociale Voorzorg                | PSC-CVP         |
|               |               | Maurice Orban (1889-1977)          | Minister Landbouw                                  | CVP-PSC         |
|               |               | Léon Mundeleer (1885-1964)         | Minister Openbaar Onderwijs                        | Liberale Partij |
|               |               | Pierre Wigny (1905-1986)           | Minister Koloniën                                  | PSC-CVP         |
|               |               | Adolphe Van Glabbeke (1904-1959)   | Minister Volksgezondheid en Gezin                  | Liberale Partij |
|               |               | Jean Rey (1902-1983)               | Minister Wederopbouw                               | Liberale Partij |

## Maatregelen

### Devaluatie van de Belgische frank
In 1949 werd België geconfronteerd met een stijgende werkloosheid. Toen werden er 200.000 werklozen gecompenseerd, een verdubbeling ten opzichte van september het jaar voordien. Hiernaast moest de Belgische economie ook haar plaats in de internationale handel veiligstellen. "Aangezien zijn handelspartners niet genoeg deviezen hadden om de invoer van hun land te betalen, had België hen aanzienlijke steun toegekend in het kader van het Marshallplan, ten waarde van 5% van zijn BNP."
Een niet-waardering van de Belgische Frank zou de voordelen van deze steun teniet hebben gedaan en zou hebben geleid tot een stijging van het werkloosheidsgraad. De minister van Economische Zaken Jean Duvieusart (PSC/CVP) ontving deze informatie eerst op 20 september via de Britse ambassadeur, die deze daarna doorgaf aan premier Gaston Eyskens. De ministerraad werd in die avond van 20 september tot de ochtend gehouden.
In die periode had een comité van deskundigen van de Nationale Bank betoogd dat een devaluatie van de Belgische Frank met 15%, zou leiden tot een stijging van de kosten van levensonderhoud en de productie met 2,6%. Volgens hen "zou een devaluatie van 10% het tegenovergestelde effect hebben, terwijl het behoud van de frank een aanzienlijke daling van de kosten van levensonderhoud en de productie zou veroorzaken, maar een aanzienlijke daling van de export, die van groot belang is voor de Belgische economie." Daarom leek een tussentijds devaluatietempo de voorkeur te verdienen.
De Raad van Ministers had op 22 september besloten de Belgische Frank met 12,34% te devalueren, wat samenviel met een herwaardering ten opzichte van andere Europese munten. Dit tarief maakte het ook mogelijk om een intern evenwicht tussen lonen en prijzen te behouden, maar ook om het externe evenwicht tussen België en de buitenlandse concurrentie te bewaren. Het gevaar van prijsstijgingen was beperkt door de geografische structuur van de Belgische invoer. Het gekozen tarief in 3 dagen was sneller dan ten tijde van de devaluatie van 1935.

### Koningskwestie

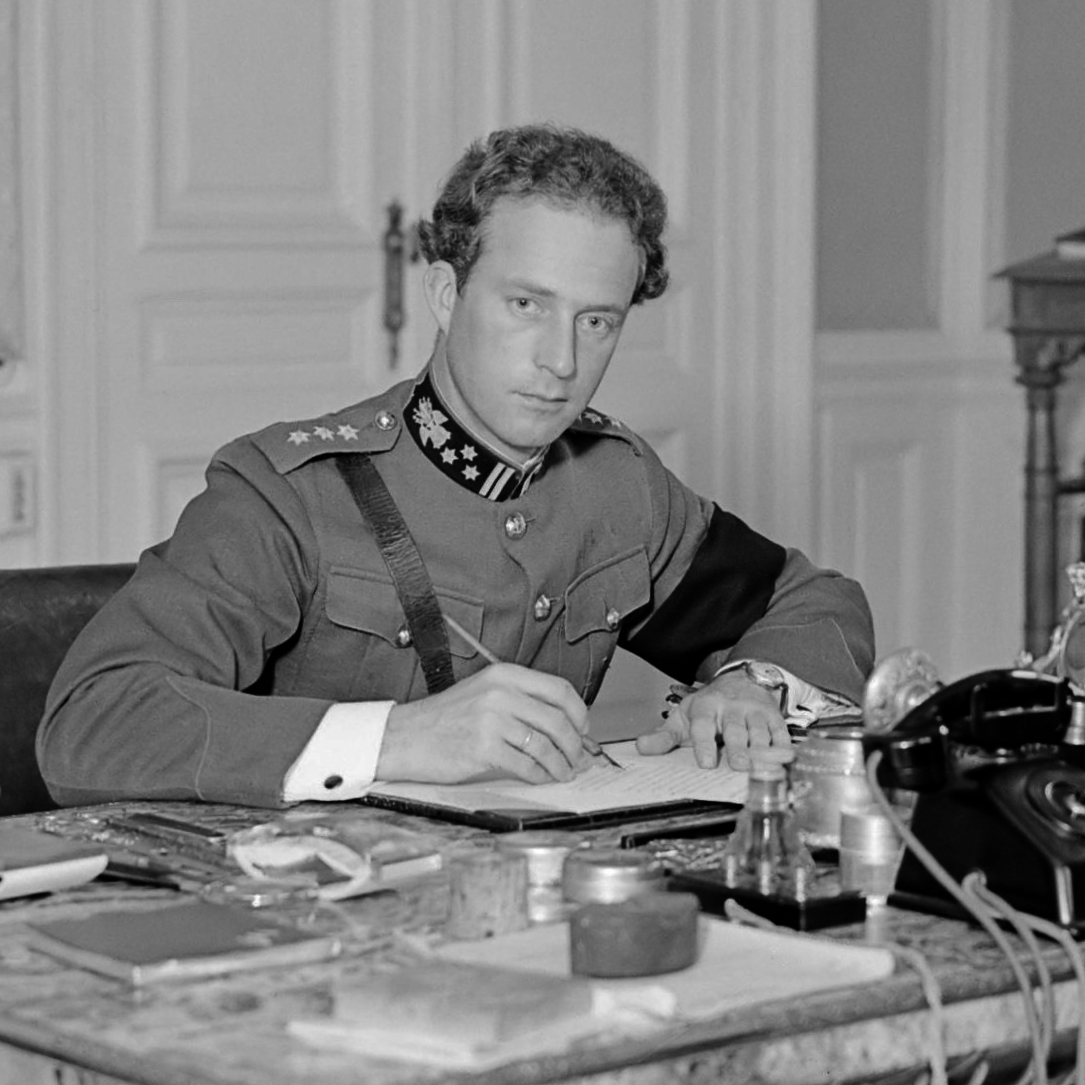
Koning Leopold III

De belangrijkste Belgische politieke partijen hadden over het algemeen een vrij duidelijke mening over de mogelijke terugkeer van koning Leopold III. De BSP/PSB maakte geen geheim van haar minachting voor de koning en zijn vrouw Lilian Baels. De Liberale Partij van haar kant was meer gemengd, hoewel er een negatief advies over de terugkeer van de koning naar voren kwam. De CVP/PSC was uiteindelijk voorstander van een onmiddellijke terugkeer van de Koning.
Daarom werd besloten om over te gaan tot een volksraadpleging, aangezien een referendum in België ongrondwettelijk was. Uit dit besluit zijn drie vragen voortgekomen. Eerst moest worden bepaald of het advies van de bevolking bindend zou zijn voor het Parlement. Aangezien de definitie van "volksraadpleging" het Parlement het laatste woord gaf, werd dit probleem snel uit de weg geruimd. Andere vragen hadden betrekking op de wijze waarop de stemming zou worden georganiseerd en, ten slotte, welk percentage van de stemming voor de terugkeer van de koning zou moeten zijn om in aanmerking te komen. Deze laatste twee vragen werden besproken tijdens de gezamenlijke vergadering van de ministers van Justitie Albert Lilar (LP) en Buitenlandse Zaken Paul van Zeeland (PSC/CVP) in september 1949, waarbij de regering het wetsvoorstel van senator Paul Struye (CVP/PSC) van 26 juli 1949 steunde om een volksraadpleging te organiseren. Vervolgens werd besloten dat de stemming per district zou worden georganiseerd. De kwestie van het quota dat nodig was om de terugkeer van Leopold III te overwegen, werd niet geregeld. De liberale ministers vroegen de koning vervolgens, bij monde van de premier Gaston Eyskens, dat Leopold III niet zou terugkeren naar zijn ambt, tenzij hij 55% van de stemmen voor zou krijgen. Dit quota werd aangekondigd in het persbericht van 18 oktober 1949, samen met de voorkeur van de regering voor een stemming per district. In het communiqué werd er ook aan herinnerd dat de stemming raadgevend en niet-bindend zal zijn. Het voorstel van Paul Struye werd op 27 oktober 1949 door de Senaat goedgekeurd met 109 stemmen voor en 65 stemmen tegen.

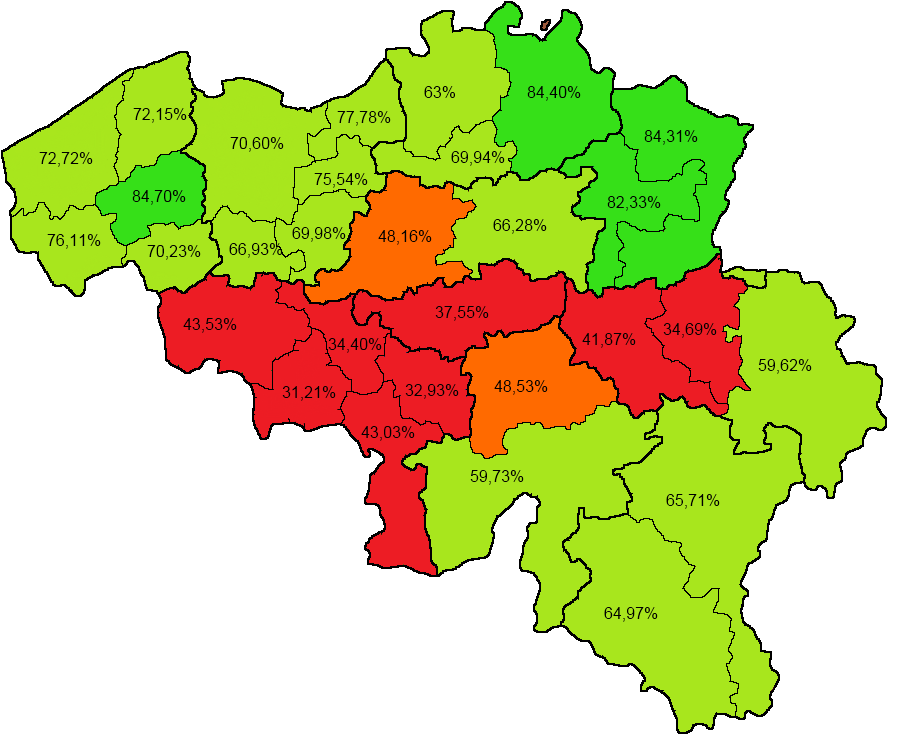
Resultaten van de volksraadpleging van 12 maart 1950.

De volksraadpleging over de koninklijke kwestie vond plaats op 12 maart 1950. 57,67% van de stemmen was voor de terugkeer van de koning, maar dit cijfer verhulde een grote taalkundige scheiding tussen Vlaanderen, waar 73% van de bevolking voor de terugkeer van de koning was, en Brussel en Wallonië, waar respectievelijk slechts 48,2% en 41,8% van de stemmen de wens tot terugkeer van de vorst uitsprak.

## Ontslag van de regering
De volksraadpleging bracht niet de verwachte rust, maar veroorzaakte een "crisis" na uiteenlopende interpretaties van de resultaten van de volksraadpleging over de terugkeer van koning Leopold III, binnen de meerderheid. De regering bood zijn ontslag aan, maar dat werd eerst niet aanvaard. Daarna ging prins-regent Karel verder met de ontbinding van het parlement op advies van de formateur, maar tegen het advies van de liberale ministers in. Zo eindigde op 6 juni 1950 de regering-G. Eyskens I en werd opgevolgd door de regering-Duvieusart.